# Cordova (Illinois)
Cordova es una villa ubicada en el condado de Rock Island en el estado estadounidense de Illinois. En el Censo de 2010 tenía una población de 672 habitantes y una densidad poblacional de 433,88 personas por km².

## Geografía
Cordova se encuentra ubicada en las coordenadas 41°40′37″N 90°19′15″O / 41.67694, -90.32083. Según la Oficina del Censo de los Estados Unidos, Cordova tiene una superficie total de 1.55 km², de la cual 1.55 km² corresponden a tierra firme y (0%) 0 km² es agua.

## Demografía
Según el censo de 2010, había 672 personas residiendo en Cordova. La densidad de población era de 433,88 hab./km². De los 672 habitantes, Cordova estaba compuesto por el 96.43% blancos, el 1.04% eran afroamericanos, el 0% eran amerindios, el 0.74% eran asiáticos, el 0% eran isleños del Pacífico, el 0.74% eran de otras razas y el 1.04% pertenecían a dos o más razas. Del total de la población el 1.79% eran hispanos o latinos de cualquier raza.